# Pesinggahan
Pesinggahan is een bestuurslaag in het regentschap Klungkung van de provincie Bali, Indonesië. Pesinggahan telt 3729 inwoners (volkstelling 2010).